# وستوود (ماساچوست)
وستوود، ماساچوست
وستوود(به انگلیسی: Westwood) شهرکی در شهرستان نورفولک ایالت ماساچوست می‌باشد که در سال ۱۸۹۷ بنیان‌گذاری شده‌است. این شهرک در سرشماری سال ۲۰۱۰ میلادی، ۱۴٬۶۱۸ نفر جمعیت داشته‌است.